# Cooperativa Chortitzer
La Cooperativa Chortitzer Ltda. es una cooperativa fundada de hecho en 1927 (y formalmente desde 1962, siguiendo la ley paraguaya de las cooperativas aprobada el 12 de julio de 1942) por los menonitas de la Colonia Menno (actual Loma Plata), Departamento Boquerón, en el Chaco Paraguayo, que brinda una amplia gama de servicios y productos: créditos de desarrollo, supermercados, compra y venta de animales, importación y exportación, fábrica de balanceados, planta láctea y frigorífico, talleres, tambos, servicios de energía a través de su usina eléctrica, transporte, capacitación para el agro, etc. Su planta industrial se encuentra sobre la calle Fred Engen esq. Avenida Central, en la localidad de Loma Plata.
No debe confundirse a la Cooperativa Chortitzer con la asociación civil Chortitzer Komitee fundada por el mismo grupo. 
La Cooperativa Chortitzer incluye su marca de lácteos Lácteos Trebol, la cual procesa más de 150 millones de litros de leche cruda por año, y FrigoChorti, el único frigorífico en la región del Chaco Central Paraguayo, el cual faena más de 200.000 cabezas de ganado vacuno por año, lo que lo posiciona como importante exportador paraguayo al mercado mundial.
La cooperativa también comercializa maní comestible y aceite de maní a través de su marca Montesol, y esencia de Palo Santo, también conocida como "aceite guayacol", muy buscada en perfumería de alta gama por su distintiva nota olfativa maderera y su muy baja alergenicidad.
FrigoChorti tiene su centro de distribución en Ruta 3 Km. 17.5, localidad de Mariano Roque Alonso (continuación urbana de Asunción en su zona norte), Paraguay.
A lo largo de las décadas, los menonitas de Paraguay transformaron el árido Chaco paraguayo en fértiles tierras de cultivo, desarrollando caminos, riegos, escuelas, hospitales, etc., además de organizaciones que se dedican a la ayuda social de familias paraguayas. Colonia Menno hoy está considerada el epicentro del desarrollo agrícola y la industria láctea del Chaco paraguayo.